# Чигирлены
Чигирлены (рум. Cigîrleni, Чигырлень) — село в Яловенском районе Молдавии. Относится к сёлам, не образующим коммуну.

## География
Село расположено на высоте 125 метров над уровнем моря.

## Население
По данным переписи населения 2004 года, в селе Чигырлень проживает 2424 человека (1193 мужчины, 1231 женщина).
Этнический состав села:
| Национальность | Число жителей | Процентный состав |
| -------------- | ------------- | ----------------- |
| молдаване      | 2411          | 99.46             |
| румыны         | 13            | 0.54              |
| Всего          | 2424          | 100%              |